# Spighe Verdi

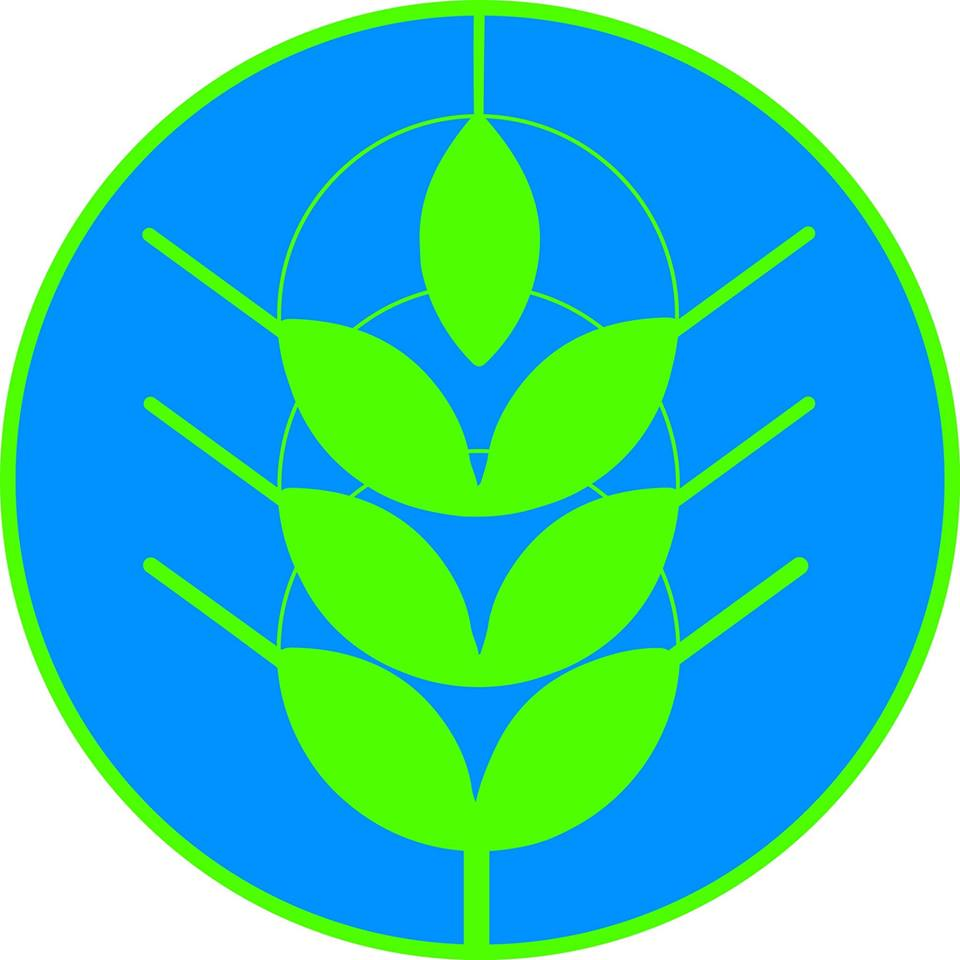
Logo Spighe Verdi

Spighe Verdi è un riconoscimento nazionale conferito dalla FEE Italia (Foundation for Environmental Education) alle località italiane che promuovono uno sviluppo rurale sostenibile. Il programma Spighe Verdi ha come obiettivo i comuni rurali che intendono valorizzare uno sviluppo sostenibile del territorio, la cura dell'ambiente e la difesa del paesaggio. È stato anche definito il contrappunto rurale della Bandiera blu, riconoscimento europeo assegnato dalla FEE per le spiagge e gli approdi turistici.

## Candidatura e selezione

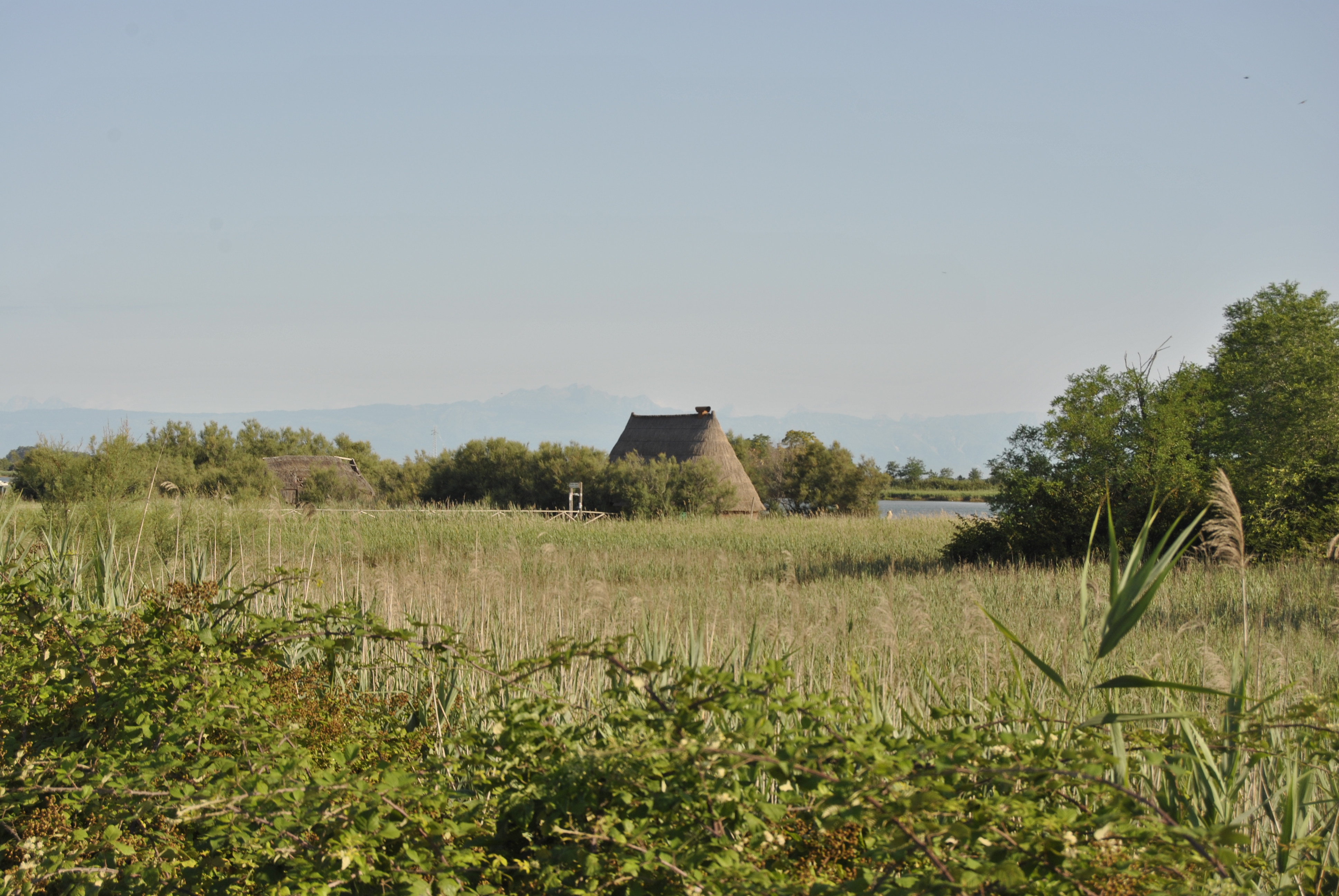
Caorle

La certificazione Spighe Verdi nasce nel 2016. Il riconoscimento è legato alla valutazione da parte di una commissione nazionale formata da esperti provenienti da enti sia pubblici che privati, quali il Ministero delle politiche agricole alimentari e forestali, il Ministero dell'ambiente e della tutela del territorio e del mare, il Ministero dei beni e delle attività culturali e del turismo, il Corpo forestale dello Stato, l'Istituto superiore per la protezione e la ricerca ambientale, il Consiglio Nazionale delle Ricerche, Confagricoltura e la stessa FEE Italia. 

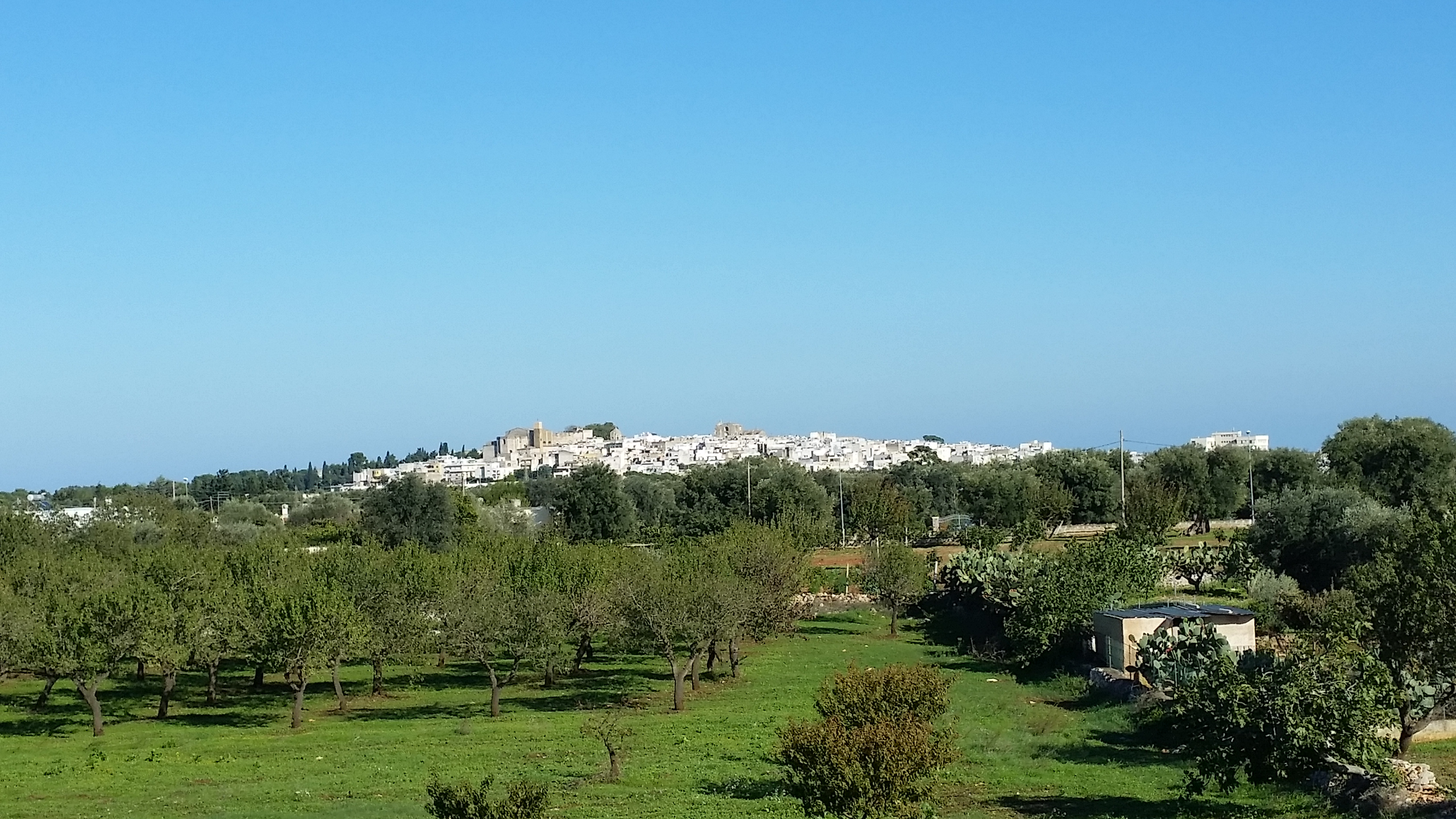
Carovigno

La candidatura dei comuni è volontaria; i criteri di valutazione di ciascuna candidatura, riguardanti le tematiche della sostenibilità, sono periodicamente aggiornate, con l'obiettivo di garantire "un programma sempre adeguato alle normative e alle politiche nazionali e globali sullo sviluppo sostenibile".
Dopo la valutazione, la FEE rilascia la certificazione Spiga Verde, che ha validità di un anno, al termine del quale, per essere mantenuta, deve essere rinnovata da parte del comune. Il comune premiato potrà esporre una bandiera che riporta il logo del programma, una spiga di color verde racchiusa fra tre semicerchi, su sfondo blu, e l'anno del conferimento.

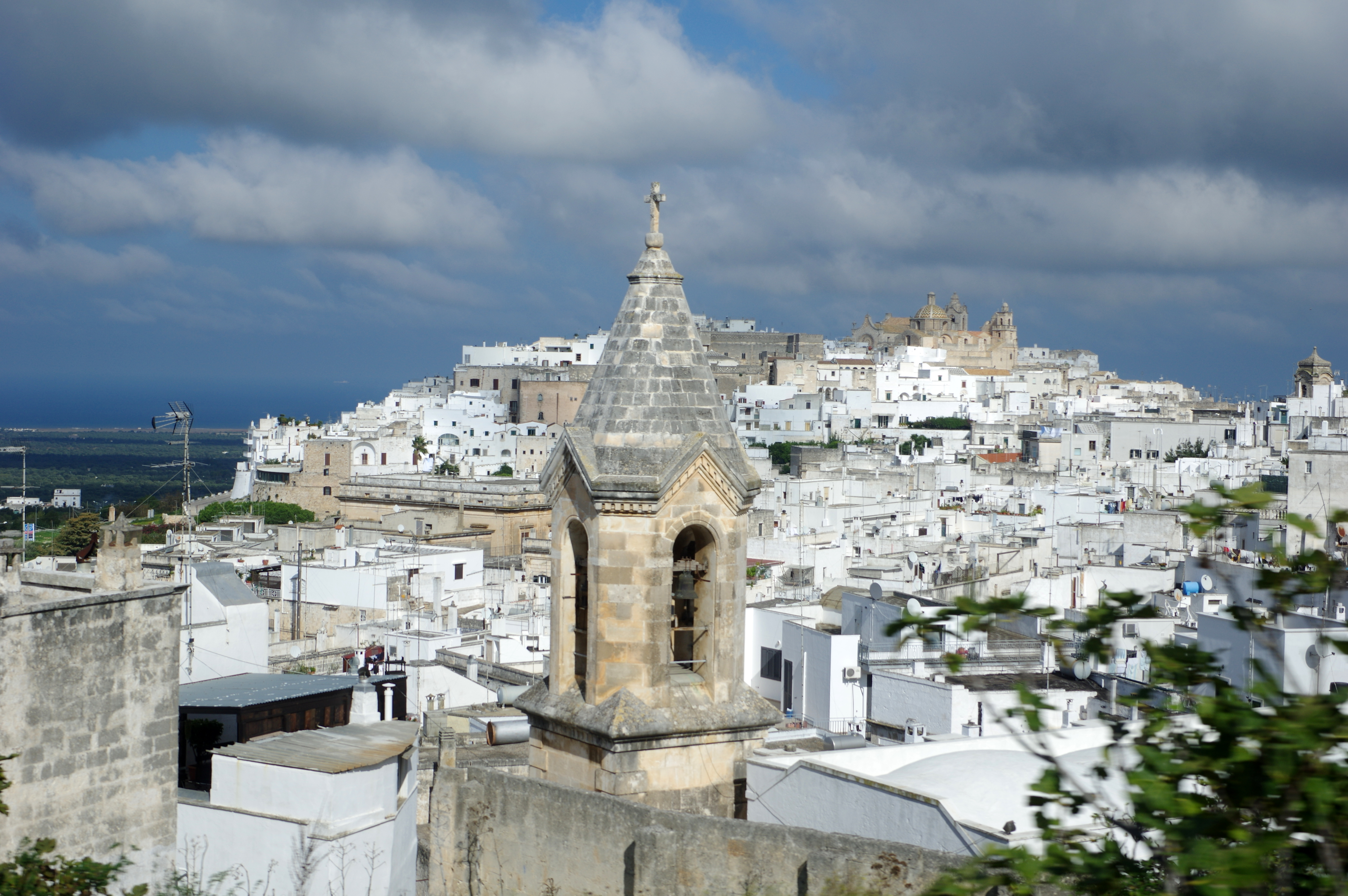
Ostuni